# Niigata bugyō
Les Niigata bugyō (新潟奉行) sont des fonctionnaires du shogunat Tokugawa durant l'époque d'Edo du Japon. Les nominations à cette importante fonction sont généralement réservées aux fudai daimyo, mais cette position compte parmi les postes supérieurs administratifs ouverts à ceux qui ne sont pas daimyos. Les interprétations classiques traduisent ces titres japonais par « commissaire », « surveillant » ou « gouverneur ».
La ville de Niigata est la plus grande cité de ce qui est autrefois la province d'Echigo. Elle se trouve sur la côte nord-ouest de Honshū, la plus grande île du Japon. Ce port de la mer du Japon fait face à l'ouest à l'île de Sado. En 1858, Niigata est désigné comme l'un des cinq ports qui doivent être ouverts au commerce international dans le Traité d'amitié et de commerce entre le Japon et les États-Unis. Cependant, le peu profond niveau d'eau dans le port retarde l'ouverture réelle aux navires étrangers jusqu'en 1869.
Ce titre du bakufu désigne un fonctionnaire chargé de l'administration de la ville portuaire de Niigata. Le nombre de titulaires simultanés de cette fonction peut varier au fil du temps.